# Riding Life
Riding Life (en hangul, 라이딩 인생; romanización revisada, Raiding insaeng; literalmente, «La vida a caballo») es una serie de televisión surcoreana escrita por Sung Yoon-ah y Jo Won-dong, dirigida por Kim Cheol-kyu, y protagonizada por Jeon Hye-jin, Jo Min-su, Jung Jin-young y Jeon Seok-ho. Se emitió por el canal ENA desde el 3 hasta el 25 de marzo de 2025, en horario de lunes y martes a las 20:00 (hora local coreana). También está disponible en la plataforma Genie TV.

## Tema
El tema es el de la educación privada para los más pequeños. Daechi-dong es un barrio de clase alta de Seúl, famoso porque en él se concentra una gran cantidad de hagwon, academias privadas que complementan la educación que reciben los jóvenes surcoreanos en las escuelas públicas. Si bien este mundo se ha presentado en bastantes series dramáticas, se refería a jóvenes y adolescentes, y nunca se ha hecho poniendo el foco en los niños más pequeños. El motor de la trama de Riding Life es el conocido como «examen de los siete años», un examen de ingreso que hacen los niños de cinco y seis años en Corea del Sur para estudiar en prestigiosas academias de inglés.

## Sinopsis
La vida de tres generaciones de abuela, madre e hija en el distrito de las academias privadas Daechi-dong. Jeong-eun es una apasionada madre trabajadora, que ambiciona la excelencia tanto en el trabajo como en el cuidado de los niños, y tiene a su hija Seo-yoon que está a punto de presentarse al «examen de los siete años» para entrar en una famosa academia de inglés. Agobiada por el abandono repentino de la nlñera, encarga a su madre Ji-ah que la lleve y recoja del hagwon donde se prepara. Así es como Ji-ah entra en un mundo para ella desconocido, y que le depara alguna sorpresa.

## Reparto

### Principal
- Jeon Hye-jin como Lee Jung-eun, competitiva y ambiciosa vendedora en la industria de la belleza. Un día le encarga a su madre Ji-ah la misión de llevar a su hija Seo-yoon al hagwon. Pero de ahí nace inesperdamente un conflicto entre ambas.[2][3][4]
- Jo Min-su como Yoon Ji-ah, una terapeuta de arte infantil en un hospital universitario y madre de Jung-eun. Crio a su hija sola, sin un marido, lo que obligó a esta a madurar muy temprano. Cuando Jung-eun le pide que se ocupe de llevar a su nieta a una academia, comienza a encontrarse con un nuevo mundo en su vida.[5][6]
- Jung Jin-young como Lee Young-wook, profesor de literatura inglesa en la Universidad de Corea. Se hace cargo por casualidad de llevar y recoger a su nieto Min-ho del hagwon; de este modo conoce a Ji-ah, de la que se enamora al instante, y encuentra así la emoción de sus últimos años.[3][7]
- Jeon Seok-ho como Hong Jae-man, médico, director en una empresa de compras por televisión, marido de Lee Jung-eun y padre de Seo-yoon. No tiene ni sentido del humor ni talento para ganar dinero, y sus dificultades en el trabajo hacen que necesite el constante consuelo de su mujer, pero su primera prioridad en la vida es la familia.[3][8][9]

### Secundario

#### Entorno de Jung-eun
- Kim Sa-rang como Hong Seo-yoon, la hija de Jung-eun y Jae-man; a sus siete años, ha pasado más tiempo con su maestra de jardín de infancia y su abuela niñera que con sus padres; muestra una sorprendente madurez, y tiene una relación estrechísima con su abuela Ji-ah, que llena el vacío dejado por su madre.[10]
- Yang Hye-jin como Shin Yeo-sa, madre de Jae-man y suegra de Jung-eun. Dirige el popular restaurante de fideos que lleva su nombre. Abuela paterna de Seo-yoon y consuegra de Ji-ah.
- Choi Deok-moon como Kim, el jefe y tutor de Jeong-eun. Aunque siempre está regañándola por dedicar tanto tiempo al cuidado de su hija, en realidad se preocupa por Jeong-eun y confía en ella más que en cualquier otra persona.
- Yeon Ji-seung como Ha Sa-na, colega de Jung-eun cuando ella se incorporó a la empresa. Aunque la ascendieron por sus contactos en vez de por sus habilidades, siempre se siente en crisis ante Jeong-eun.[11][12]

#### Madres de Daechi-dong
- Park Bo-kyung como Ho-kyung, la supermamá de Daechi-dong que cree que las notas de su hijo son una medida de su éxito en la vida. No hay ninguna madre de un futuro estudiante de primaria que no sepa su nombre. El hijo de Ho-kyung, Min-ho, es un famoso niño prodigio en inglés en Daechi-dong, y es más conocido por el nombre de Tommy.[13][14][15]
- Song Yoo-hyun como Jason Mom. Es la segunda madre de mayor rango y es la mano derecha de Ho-kyung, y siempre está lista para acudir a su llamada. Está obsesionada con la educación de su hijo Jason, a quien no se le da bien estudiar.[14]
- Go Woo-ri como Animom, la madre de tercer rango, una oportunista que siempre está pendiente de la posición del brazo izquierdo de Ho-kyung.[14]
- Park Soo-yeon como Jeong Ji-sook. Era compañera de trabajo de Jung-eun, pero presentó su renuncia para convertirse en madre a tiempo completo, se queda en casa y se obsesiona con la educación de sus hijos. Es una amiga que comprende y apoya la vida de Jung-eun como madre trabajadora.[16][17]
- Kim Kwak-kyung-hee como Jang Mi-chun, no madre sino abuela, y una novata en la crianza de su nieta, que aprende a sobrevivir entre las madres de Daechi a través de su experiencia de vida.[14]
- Choi Yoon-so, una joven madre.[18]

#### Otros
- Han Chae-rin como Yoo So-yeon, una maestra contratada en una prestigiosa escuela primaria que es elegida por Ho-kyung para preparar el examen de ingreso.[19][20]

- Im Se-joo como Han Dae-ri.
- Kim Tae-hoon.
- Ahn Tae-rin como Min Tae-rin.

## Producción
Riding Life es una producción de Betty & Creators y KT Studio Genie. El guion está escrito por Sung Yoon-ah y Jo Won-dong, que adaptaron la homónima novela original escrita por Gao Shanmei. Para ambos, la serie «no se detiene en mostrar la escena de la educación privada, sino que la historia gira en torno a las madres trabajadoras que tienen que sobrevivir en ella. La carga que tiene que soportar un niño de 7 años en Daechi-dong, la ansiedad de los padres por la educación de sus hijos y el agotamiento de los abuelos que se lanzan a correr ellos mismos mientras cuidan a su hija y nieta. La atención se centra en los conflictos y el viaje de crecimiento de tres generaciones de madre e hija mientras corren juntas».
El director es Kim Cheol-kyu, que en 2018 lo fue también de Mother, serie emitida en tvN y donde también fue fundamental el papel asignado a una niña. También dirigió otro éxito de audiencia, Flower of Evil, en 2020, que le valió el premio a la mejor dirección en los 57.os Premios Baeksang Arts. A Kim le atrajo el tema del guion: «la escena en la que los estudiantes de preescolar resuelven los ejercicios del TOEFL, leen un discurso del rey Jorge VI y discuten la filosofía de Nietzsche en inglés con hablantes nativos me hizo pensar mucho. La pregunta "¿Cómo debemos ver esta realidad?" es el punto de partida del drama». No obstante, intentó presentar «un tema que fácilmente puede volverse serio y pesado de una manera ingeniosa, alegre y tierna».

### Reparto y rodaje
El 22 de agosto de 2024 Studio Genie confirmó el reparto protagonista en las personas de Jeon Hye-jin, Jo Min-soo, Jung Jin-young y Jeon Seok-ho. Para Jeon Hye-jin supone la vuelta a la actuación catorce meses después de la muerte de su marido Lee Sun-kyun. Las películas en las que había aparecido entretanto, Misiones cruzadas y Revolver, se habían rodado antes de aquella.
A la hora de elegir a la niña idónea para el papel de Hong Seo-yoon, el director Kim Chul-gyu declaró: «siempre que selecciono actores infantiles, lo más importante que tengo en cuenta es si el niño realmente actúa como un niño. Intentamos contratar a amigos que no tuvieran experiencia en la actuación pero que parecieran prometedores, y Sa-rang era una niña que destacaba en ese sentido».
El rodaje comenzó a finales de agosto de 2024; las escenas de exteriores se realizaron casi en su totalidad en el propio distrito de Daechi-dong, para acentuar la sensación de realismo y actualidad de la trama. Con este mismo fin los guionistas entrevistaron a directores de academias del barrio y padres de alumnos, e incluso llevaron a sus propios hijos a una de estas academias.

### Promoción
El 20 de enero de 2025 el equipo de producción lanzó tres carteles de personajes, uno por cada una de las tres generaciones de la familia protagonista.  Además, confirmó que la fecha del estreno sería el 3 de marzo. El 22 lanzó un primer avance, que muestra el origen de la trama con el abandono de la niñera de Seo-yoon, y dos días después distribuyó imágenes de los actores durante la lectura del guion. El 3 de febrero publicó un cartel de avance, que muestra a abuela, madre e hija corriendo para llegar a la academia. El 12 de febrero lanzó el cartel principal de la serie, y cuatro días después el tráiler principal. El 24 del mismo mes distribuyó algunos fotogramas de los personajes de las madres que llevan a sus hijos pequeños a la academia en Daechi-dong.

## Audiencia
| Temporada | Temporada | Episodio número | Episodio número | Episodio número | Episodio número | Episodio número | Episodio número | Episodio número | Episodio número | Promedio |
| Temporada | Temporada | 1               | 2               | 3               | 4               | 5               | 6               | 7               | 8               | Promedio |
| --------- | --------- | --------------- | --------------- | --------------- | --------------- | --------------- | --------------- | --------------- | --------------- | -------- |
|           | 1         | —               | 369             | 412             | 556             | 462             | 514             | 367             | 687             | —        |

| Episodio | Fecha de emisión    | Índices de audiencia (Nielsen Korea) | Índices de audiencia (Nielsen Korea) |
| Episodio | Fecha de emisión    | Nacional                             | Seúl                                 |
| --- | ------------------- | ------------------------------------ | ------------------------------------ |
| 1 | 3 de marzo de 2025  | 1,2 % (14.ª)                         | ND                                   |
| 2 | 4 de marzo de 2025  | 1,622 % (5.ªh)                       | 1,746 % (4.ª)                        |
| 3 | 10 de marzo de 2025 | 1,849 % (2.ª)                        | 1,799 % (2.ª)                        |
| 4 | 11 de marzo de 2025 | 2,358 %(3.ª)                         | 2,323 % (3.ª)                        |
| 5 | 17 de marzo de 2025 | 2,132 % (2.ª)                        | 2,304 % (2.ª)                        |
| 6 | 18 de marzo de 2025 | 2,633 % (2.ª)                        | 2,538 % (3.ª)                        |
| 7 | 24 de marzo de 2025 | 1,794 % (3.ª)                        | 2,099 % (3.ª)                        |
| 8 | 25 de marzo de 2025 | 3,258 % (1.ª)                        | 3,121 % (1.ª)                        |
| Promedio | Promedio            | — %                                  | — %                                  |
| - En la tabla superior, los números azules representan las calificaciones más bajas y los números rojos representan las más altas. - ‘ND’ señala que no se publicó el dato correspondiente. |                     |                                      |                                      |